# Далечен Север (регион)
Далечният север (на френски: Extrême-Nord) е един от регионите на Камерун. Населението му е 3 993 000 жители (по изчисления към януари 2015 г.), а има площ от 34 263 кв. км. Регионът е един от най-разнородните региони по етнически състав с представени над 50 различни етнически групи. Повечето образовани жители говорят френски език.